# Margarida de Saboia, Duquesa de Anjou
Margarida de Saboia (em francês:  Marguerite; Castelo de Morges, 7 de agosto de 1420 – Estugarda, 30 de setembro de 1479) foi uma nobre francesa. Ela foi duquesa de Anjou e rainha titular de Nápoles e Jerusalém pelo seu primeiro casamento com Luís III, Duque de Anjou. Seu segundo marido foi o eleitor Luís IV do Palatinado. Por fim, foi condessa de Württemberg pelo seu último casamento com Ulrico V de Württemberg.

## Família
Margarida foi possivelmente a quarta filha e oitava criança nascida de Amadeu VIII, Duque de Saboia e de Maria da Borgonha.
Os seus avós paternos eram o conde Amadeu VII de Saboia e Bona de Berry. Os seus avós maternos erma Filipe II da Borgonha e a condessa Margarida III da Flandres. Margarida também foi descendente do rei João II de França e de sua consorte, Bona de Luxemburgo pela linhagem paterna através do filho deles, João de Berry, e também pela linhagem materna, através do outro filho, Filipe II da Borgonha.
Ele teve vários irmãos, entre eles: Maria, esposa de Filipe Maria Visconti, Amadeu, noivo de, Ana de Lusinhão, mas morreu jovem; Luís, Duque de Saboia, acabou se casando com a noiva do irmão mais velho, e foi pai de Carlota de Saboia, rainha consorte de Luís XI da França, etc.

## Biografia
Segundo pesquisas da rainha Maria José da Bélgica, autora de uma obra sobre a Casa de Sabóia, ela foi descrita como "talvez a mais bonita e a mais brilhante (ou mesmo) a favorita" das filhas do duque. Segundo Samuel Guichenon, ela teria o apelido de “a mais nova”, para distingui-la de uma irmã mais velha falecida alguns anos antes.
O primeiro marido de Margarida foi Luís III, Duque de Anjou, rei titular de Nápoles e Jerusalém, filho de Luís II, Duque de Anjou, rei de Nápoles e de Iolanda de Aragão. Foram assinados três contratos nupciais, todos no ano de 1431: primeiro em 31 de março, o segundo foi assinado na cidade de Thonon-les-Bains, em 22 de julho, e por fim, no dia 31 de agosto. Contudo, o casamento foi breve, pois Luís logo faleceu em 12 de novembro de 1434, de malária, sem o casal ter tido filhos.
Margarida aparece no testamento do pai, o duque Amadeu, datado de 6 de novembro de 1439, com os títulos de rainha da Sicília e Jerusalém.
Em 21 de outubro de 1444, foi assinado o contrato de casamento entre Margarida e o eleitor Luís IV do Palatinado, filho de Luís III do Palatinado e de Matilde de Saboia. Eles se casaram em 18 de outubro de 1445, na Igreja do Espírito Santo, em Heidelberg. Apesar desse ter sido mais um casamento de curta duração, pois Luís faleceu em 13 de agosto de 1449, eles tiveram um filho, Filipe, Eleitor Palatino.
Viúva pela terceira vez, Margarida se casou Ulrico V de Württemberg, em Estugarda, no ano de 1453, em 9 de julho ou 11 de novembro. Assim como Margarida, Ulrico já havia sido casado duas vezes antes. O conde era filho de Everardo IV de Württemberg e da condessa Henriqueta de Montbéliard. Além de madrasta de enteados dos outros casamentos de Ulrico, também foi mãe de mais três filhas dele.
Margarida tinha um grande interesse pela literatura. Ofereceram-lhe manuscritos, ela os comprou e encomendou. Assim, a oficina de Ludwig Henfflin, provavelmente localizada em Estugarda, funcionou para ela de 1470 a 1479. Nove desses manuscritos escritos em alemão e desenhados de acordo com seus desejos estão atualmente guardados na Universidade de Heidelberg, e estão acessíveis online. Essas obras chegaram à cidade como herança de seu filho, Filipe. Esses livros ilustrados são Sigenot, Lohengrin, Frédéric de Souabe, Die Heidin, Pontus und Sidonia eHerpin de Isabel de Lorena-Vaudémont, Condessa de Nassau-Sarbruque, Der Ackermann von Böhmen de Johannes von Tepl e uma bíblia em três volumes.
A condessa faleceu na cidade alemã de Estugarda, em 30 de setembro de 1479, aos 59 anos. Foi sepultada na Igreja Colegiada de Estugarda.

## Descendência
Do segundo casamento:
- Filipe, Eleitor Palatino (14 de julho de 1448 – 28 de fevereiro de 1508) sucessor do pai. Foi marido de Margarida da Baviera-Landshut, com quem teve quatorze filhos.

Do terceiro casamento:
- Margarida de Württemberg (c. 1454 – 21 de abril de 1470), foi a primeira esposa de Filipe, Senhor de Eppstein-Königstein. Não teve filhos.
- Filipina de Württemberg (c. 1456 – 4 de junho de 1475), foi a primeira esposa do conde Jaime II de Horn. Não teve filhos.
- Helena de Württemberg (c. 1460 – 19 de fevereiro de 1506), foi esposa do conde Crafto VI de Hohenlohe-Weikersheim, com quem teve dois filhos.